# Пнятин
Пнятин (укр. Пнятин) — село в Перемышлянской городской общине Львовского района Львовской области Украины.
Население по переписи 2001 года составляло 203 человека. Занимает площадь 1,94 км². Почтовый индекс — 81232. Телефонный код — 3263.